# Nazca (serie animata)
Nazca (時空転抄ナスカ?, Jikū tenshō Nasuka, lett. "I movimenti dimensionali di Nazca") è una serie televisiva anime trasmessa in Giappone a partire dal 1998 e arrivata in Italia tramite la Dynit. Dall'anime è stato tratto un manga omonimo, scritto e disegnato dal duo artistico Akira Himekawa, serializzato in Giappone dal 1997 al 1999 e raccolto in due volumi. È arrivato anche in Italia grazie alla casa editrice Star Comics, dove è stato pubblicato tra il 10 novembre e il 10 dicembre 2002.

## Trama
Quasi 500 anni fa, in seno ad un Impero Inca ormai in piena decadenza, scoppiò una sanguinosa guerra civile tra il sovrano Huáscar e il fratellastro Atahuallpa. All'origine del conflitto vi era stata la decisione di Huàscar, sobillato dal Generale Yawaru, di dare nuova gloria alla civiltà Inca aprendo i cancelli dell'Irra Tesse, un enorme potere magico proveniente da un'altra dimensione, che i sacerdoti Inca erano in grado di controllare, ma il cui utilizzo era considerato proibito in quanto potenzialmente capace di sterminare la vita sulla Terra. Nell'attimo fatidico però, Atahualpa era stato in grado di evitare l'Apocalisse offrendo la propria vita per chiudere il portale, e con la morte di tutti i più grandi generali e sacerdoti Inca a causa dell'esposizione diretta al potere dell'Irra Tesse l'impero era infine caduto.
Passano i secoli e nel Giappone del presente, il giovane Kyoji Miura scopre di essere la reincarnazione di Bilka, il più fedele dei generali di Atahuallpa. Ma Kyoji non è il solo: anche Yawaru infatti si è reincarnato, e si nasconde proprio dietro le fattezze del suo amico e maestro Tate. Ora, dopo mezzo millennio, Yawaru è ancora determinato ad aprire i cancelli dell'Irra Tesse per portare distruzione tra l'umanità, da lui giudicata crudele e malvagia, e diventare il sovrano di un nuovo mondo popolato solo dai più degni di sopravvivere. Kyoji si vedrà quindi costretto ad accettare la propria natura e ad opporsi a Tate per impedirgli di portare a termine il proprio disegno e salvare così il futuro dell'umanità.

## Personaggi
Kyoji Miura (三浦恭資?, Miura kyōshi)/Bilka (ビルカ?, Biruka)
Doppiato da: Kenichi Suzumura (ed. giapponese), Simone D'Andrea (ed. italiana)
Normalissimo e tranquillo studente giapponese moderno, appassionato praticante dell'arte del kendo, si ritroverà da un momento all'altro in un incubo, scoprendosi la reincarnazione del valoroso guerriero Bilka, della civiltà Inca. Nel passato Bilka aveva combattuto al fianco del principe Atahualpa contro il suo amico Yawaru, alleato del despota Huàscar, impedendo loro di distruggere l'umanità con il potere dell'Ilyatesse. Adesso il suo destino sta per ripetersi dato che il terribile Yawaru si è reincarnato nel suo miglior amico Tate.
Masanari Tate (舘正成?, Tate Masanari)/Yawaru (ヤワル?)
Doppiato da: Takehito Koyasu (ed. giapponese), Marco Balzarotti (ed. italiana)
Insegnante di educazione artistica e di kendo, nonché grande amico di Kyoji, Tate si trasformerà da persona gentile e affettuosa in un mostro senza scrupoli, non appena si risveglierà in lui l'anima del guerriero Yawaru. Completamente preso dal suo folle intento di riaprire i cancelli dell'Ilyatesse per purificare l'umanità, Tate non esiterà un attimo a cercare di uccidere l'ex-amico, quando questo cercherà di fermarlo.
Yuka Kiritake (桐竹由花?, Kiritake Yuka)/Akurya (アクリ?)
Doppiata da: Megumi Hayashibara (ed. giapponese), Roberta Gallina Laurenti (ed. italiana)
Fidanzata di Tate, si rivelerà essere la sacerdotessa Akurya, che nella sua passata vita era stata promessa in sposa proprio al crudele Yawaru, pur non condividendo i suoi folli piani di distruzione e nutrendo un forte sentimento per Bilka.
Hiroshi Daimon (大門宏?, Daimon Hiroshi)/Olehon (オレホン?, Orehon)
Doppiato da: Yūji Ueda (ed. giapponese), Patrizio Prata (ed. italiana)
Migliore amico di Kyoji, che considera quasi un fratello, Hiroshi si ritroverà coinvolto nella guerra quando scoprirà di essere la reincarnazione di Olehon, grande sacerdote del tempio di Cuzco. Grande amico di Bilka, si sentì tradito quando lui si schierò al fianco del principe Atahualpa, per questo combatté al fianco di Yawaru e Huàscar collaborando con i suoi poteri all'apertura dei cancelli dell'Ilyatesse. Nel presente, sceglierà nuovamente di schierarsi dalla parte di Yawaru per assisterlo nel suo folle disegno, immemore del terrore che aveva provato allorquando si era reso conto di aver sconfinato nel regno di Dio.
Masamichi Shiogami (潮上 真理?, Shiogami Masamichi)/Jigumi (ジグミ?)
Doppiato da: Akio Suyama (ed. giapponese), Claudio Moneta (ed. italiana)
Noto anche come "Dio della Morte", Shiogami è un esperto combattente di kendo tristemente famoso per avere la tendenza a fare ricorso, durante i suoi incontri, ad ogni genere di scorrettezza pur di aggiudicarsi la vittoria. Al tempi di Tahuantinsuyo era stato il guerriero Jigumo, ed anche allora era famoso per la sua crudeltà e il suo sadismo ai limiti della follia. In aperto contrasto con Bilka, colpevole di avergli sottratto il titolo di miglior discepolo di Yawaru, combatté nella guerra civile al fianco del suo maestro, scelta che ripercorrerà anche nella sua nuova vita. Trae la sua forza dalla Luna, ed ha come simbolo protettore il Ragno Velenoso, grazie ai quali può raddoppiare il proprio potere distruttivo.
Dan Takuma (壇琢磨?)/Camalos (カマロス?, Kamarosu)
Doppiato da: Takehiro Murozono (ed. giapponese), Riccardo Lombardo (ed. italiana)
Studente ripetente e amico di Kyoji, Dan è un appassionato di escursionismo che sogna di scalare le più alte vette del mondo, nonché un grande esperto di bojutsu (il combattimento col bastone), abilità derivatagli dalle sue origini montanare. Nella sua vita precedente era stato il guerriero Camalos, e aveva combattuto al fianco di Bilka e Atahualpa; allora era innamorato della guerriera Heretra, ma ora i due si ritrovano a combattere su fronti opposti poiché la ragazza, nella sua nuova esistenza, si è reincarnata in Tatsuko, la fidanzata di Shiogami.
Keita Seino (清野慶太?, Seino Keita)/Amano (アマノ?)
Doppiato da: Daisuke Sakaguchi (ed. giapponese), Cinzia Massironi (ed. italiana)
Grande amico di Dan, Keita è uno studente delle medie con una grande passione per l'entomologia e le scienze naturali in generale. Dotato di un animo molto sensibile e amichevole, prova disgusto verso l'atteggiamento tenuto dall'uomo nei confronti della natura, e la vista di animali o piante vittime dell'ingordigia umana lo fa infuriare oltre ogni limite. Ai tempi dell'Impero Inca era stato il sacerdote Amano, discepolo e aiutante del padre di Olehon, e aveva combattuto al fianco di Atahuallpa, cercando, senza riuscirci, di impedire al re Huàscar di aprire i cancelli dell'Ilyatesse. Malgrado sia dotato di un grande potere magico la sua forza non è neanche paragonabile a quella di Daimon, che infatti lo sconfiggerà senza problemi nel loro primo e unico scontro diretto.
Tatsuko Yanagihara (柳原 竜子?, Yanagihara Tatsuko)/Heretra (ヘレトラ?)
Doppiata da: Manabi Mizuno (ed. giapponese), Sonia Mazza (ed. italiana)
Tatsuko è la fidanzata di Shiogami, da cui ha imparato l'arte del combattimento con le spade corte. Alcuni anni prima Shiogami l'aveva salvata da una banda di balordi che avevano tentato di violentarla (questo però, come lo stesso Shiogami rivelerà verso la fine della vicenda, non per un qualche nobile intento, ma solo per un capriccio), e da allora la ragazza ha iniziato a manifestare nei suoi confronti sia una sorta di legame fraterno sia un sentimento amoroso tanto forte da sconfinare quasi nell'ossessione. Per paradosso, nella sua vita precedente era stata la guerriera Heretra, alleata di Atahualpa e compagna di Camalos, a cui aveva promesso di sposarlo al termine della guerra civile, a aveva avuto in Jigumo, di cui deprecava l'atteggiamento sadico e malvagio, il suo peggior nemico.

## Doppiaggio
Il doppiaggio italiano è stato eseguito presso lo Studio P.V. di Milano sotto la direzione di Patrizia Salmoiraghi. La traduzione dal giapponese è di Laura Giordano e i dialoghi italiani sono di Vincenzo Martella.
| Personaggio                 | Doppiatore originale | Doppiatore italiano      |
| --------------------------- | -------------------- | ------------------------ |
| Kyoji Miura (Vilca)         | Kenichi Suzumura     | Simone D'Andrea          |
| Masanari Tate (Yahuar)      | Takehito Koyasu      | Marco Balzarotti         |
| Yuka Kiritake (Acria)       | Megumi Hayashibara   | Roberta Gallina Laurenti |
| Hiroshi Daimon (Olehon)     | Yūji Ueda            | Patrizio Prata           |
| Masamichi Shiogami (Jigumi) | Akio Suyama          | Claudio Moneta           |
| Dan Takuma (Camalos)        | Takehiro Murozono    | Riccardo Lombardo        |
| Keita Seino (Amato)         | Daisuke Sakaguchi    | Cinzia Massironi         |
| Yukinojo Miura              | Takeshi Aono         | Mario Scarabelli         |
| Miyuki Miura                | Sayuri Yoshida       | Tosawi Piovani           |
| Rena Asagawa                | Chinami Nishimura    | Debora Magnaghi          |
| Nishiwaki                   |                      | Lorenzo Scattorin        |
| Atawalpa                    | Showtaro Morikubo    | Pino Pirovano            |
| Huascar                     | Toshiyuki Morikawa   | Massimiliano Lotti       |
| Kariya (Garos)              | Kentarou Itou        | Luca Bottale             |
| Tatsuko Yanagihara          | Manabi Mizuno        | Sonia Mazza              |
| Voce narrante               |                      | Massimiliano Lotti       |

## Episodi

Copertina del primo DVD edito dalla Dynit

| Nº | Titolo italiano Giapponese 「Kanji」 - Rōmaji - Spagnolo                                                     | In onda        | In onda               |
| Nº | Titolo italiano Giapponese 「Kanji」 - Rōmaji - Spagnolo                                                     | Giapponese     | Italiano (home video) |
| 1  | Il risveglio 「目覚めし者たち」 - Mezaméshi monotachi – "Despertar"                                          | 6 aprile 1998  | 1999                  |
| 2  | L'incontro sulle Ande 「アンデスの邂逅」 - Andesu no kaigō – "Encuentro"                                     | 13 aprile 1998 | 1999                  |
| 3  | Il richiamo degli uomini-anima 「魂人の蠢動」 - Tamashī hito no shundō – "Actividad"                         | 20 aprile 1998 | 1999                  |
| 4  | Lacrime! E poi l'addio 「涙! そして決別！」 - Namida! Soshite ketsubetsu! – "Lágrimas"                       | 27 aprile 1998 | 1999                  |
| 5  | Irra Tezze 「イリャ・テッセ」 - Irya Tesse – "Irra Tezze"                                                    | 4 maggio 1998  | 2000                  |
| 6  | Lo scontro decisivo! La città morta 「決戦! 虚無の街」 - Kessen! Kyomu no machi – "¡Batalla decisiva!"       | 11 maggio 1998 | 2000                  |
| 7  | La luce dei ricordi sul passato 「記憶… それぞれの二人」 - Kioku… sorezore no futari – "Memoria de cada uno" | 18 maggio 1998 | 2000                  |
| 8  | La terra promessa 「約束の地・アスカへ」 - Yakusoku no chi asuka e – "La tierra de Promisión"                | 25 maggio 1998 | 2000                  |
| 9  | La luce che scaccia le tenebre 「闇を追う光」 - Yami o ō hikari – "Luz y oscuridad"                          | 8 giugno 1998  | 2000                  |
| 10 | Oltre la luce 「灯の向こうの明日へ」 - Akari no mukō no ashita e – "Mi profesor"                             | 15 giugno 1998 | 2000                  |
| 11 | Verso il monte del destino 「運命の頂に向かって」 - Unmei no itadaki ni mukatte – "Punto mas suerte"         | 22 giugno 1998 | 2000                  |
| 12 | E poi il futuro 「そして未来のために！」 - Soshite mirai no tame ni! – "¡Mañana!"                            | 29 giugno 1998 | 2000                  |

## Sigle
L'edizione italiana utilizza le sigle originali giapponesi.
Sigla di apertura
Ai no Fūga (愛のフーガ? lett. "Fuga d'amore"), eseguita da The Eccentric Opera, liberamente ispirata alla Fuga in Sol minore di Johann Sebastian Bach.
Sigla di chiusura
Condor wa tonde iku (コンドルは飛んでいく? lett. "Il condor passa"), cantata da Nami Sagara.

## Influenza culturale
Nella sigla di apertura della serie televisiva statunitense Malcolm è possibile vedere due spezzoni di questo anime tratti dall'episodio 3.